# Teleonemia montivaga
Teleonemia montivaga är en insektsart som beskrevs av Drake 1920. Teleonemia montivaga ingår i släktet Teleonemia och familjen nätskinnbaggar. Inga underarter finns listade i Catalogue of Life.